# Oceanstormsvala
Oceanstormsvala (Hydrobates castro), tidigare oceanlöpare, är en fågel i familjen stormsvalor inom ordningen stormfåglar. Den häckar på en rad öar i Atlanten samt i Stilla havet i Hawaiiöarna, Galápagosöarna och på öar öster om Japan. Arten minskar i antal, men beståndet anses vara livskraftigt.

## Kännetecken

### Utseende
Oceanstormsvalan är en typisk stormsvala med mörk kropp och vit övergump. Den är mest lik klykstjärtad stormsvala och är jämnstor med denna, med en längd på 19–21 centimeter och en vingbredd på 43–46 centimeter. Oceanstormsvalan har dock mindre kluven stjärt och den vita övergumpen är bredare än lång (det omvända hos klykstjärtad stormsvala). Vidare är det ljusare täckarfältet ovanpå vingarna inte lika tydligt. I flykten syns den något mer lirlika flykten med glid på stela vingar och mindre vinklad vinge vid knogen.

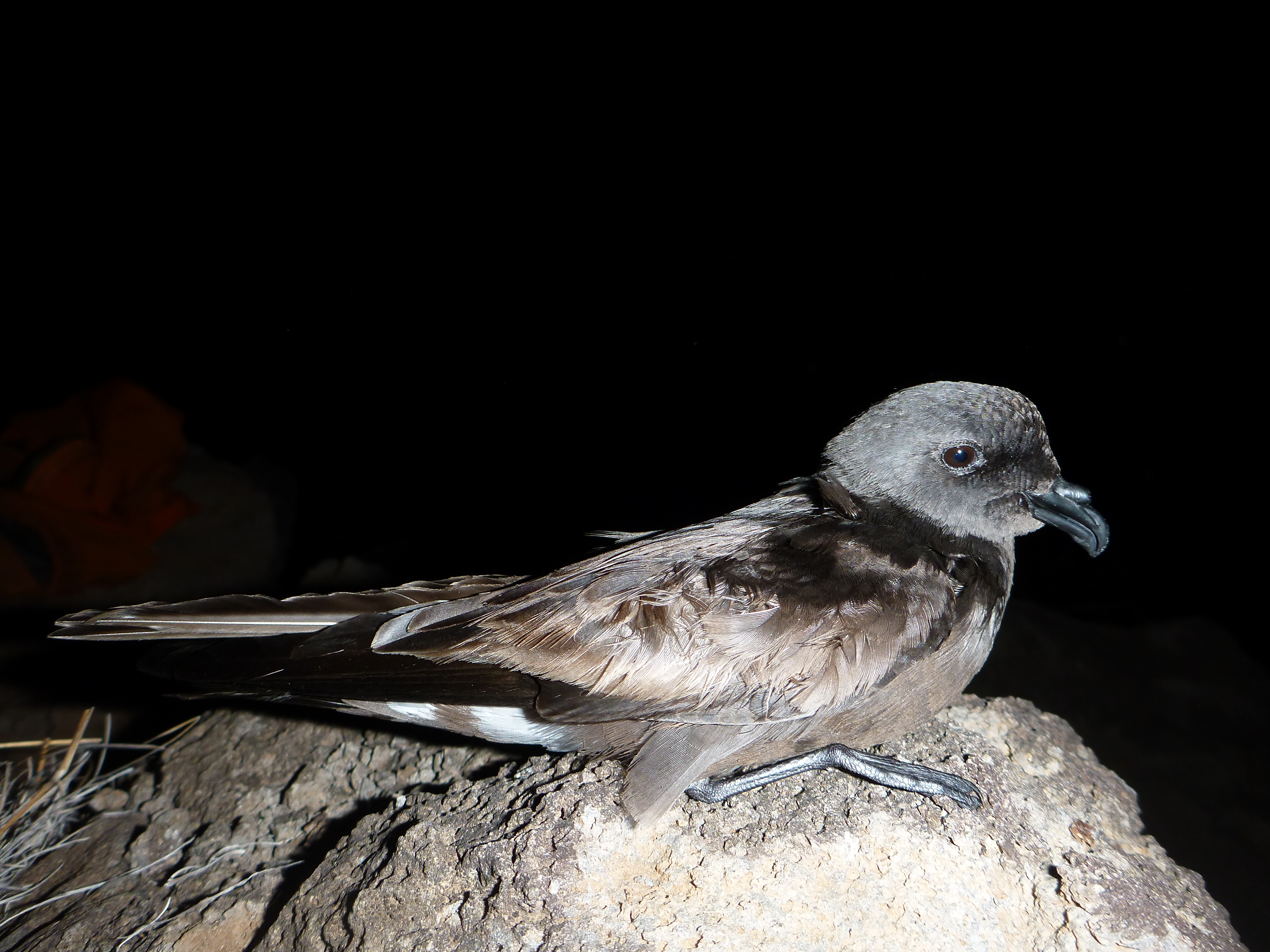
Oceanstormsvala på ön Kauai i Hawaiiöarna.

### Läte
Läten hörs endast på häckplats, ett kuttrande läte samt ett gnissligt, som att gnida fingret mot en fönsterruta.

## Utbredning och systematik
Oceanstormsvalan förekommer i de tropiska delarna av Atlanten och Stilla havet och lever stora delar av sitt liv pelagiskt. Den häckar på en rad öar som Farilhão Grande utanför västra Portugal, på Azorerna, Desertasöarna, Selvagensöarna, Roques de Anaga utanför nordöstra Teneriffa, Roques de Salmor, på vissa av Kanarieöarna, Kap Verde, São Tomé och Príncipe, Ascension, St Helena på öar öster om Japan, på vissa öar i Hawaii och på Galapagos.
Traditionellt har den betraktats som odifferentierad genom hela utbredningsområdet, det vill säga att den inte delats in i några underarter. Sentida forskning visar dock att vissa populationer skiljer sig åt så pass mycket att de troligen utgör egna arter. Artbildningen har dels skett på det vanligaste sättet, där geografiska barrirärer gör att en population differentieras genetiskt. På så sätt har populationen i Kap Verdeöarna urskilts som egen art, kapverdestormsvalan (H. jabejabe). DNA-studier visar också att denna är systerart till alla andra av oceanstormsvalans populationer.
I åtminstone ett fall har artbildningen dock skett tidsmässigt: populationerna förekommer i samma område men de häckar under olika tid. Fåglar som häckar sommartid i Azorerna skiljer sig tydligt genetiskt och även morfologiskt från de som häckar där på vintern. Därför har även denna population urskilts som egen art, azorstormsvala (H. monteiroi).
Möjligen bör även den resterande delen av oceanstormsvala delas upp i ytterligare arter. Resultat från vidare forskning tyder på att häckare på Galápagosöarna inte svarar på uppspelade läten från atlantiska oceanstormsvalor. Genetiska studier visar också att de skildes åt för åtminstone 200 000 år sedan. Skillnaderna mellan de från Galápagos och övriga populationer i Stilla havet anses dock små.

### Släktestillhörighet
Tidigare placerades arten i släktet Oceanodroma. DNA-studier visar dock att stormsvalan (Hydrobates pelagicus) är inbäddad i det släktet. Numera inkluderas därför arterna Oceanodroma i Hydrobates, som har prioritet.

## Ekologi
Oceanstormsvalan häckar på klippiga kuster på öar. Dagtid ses den endast pelagiskt och där följer den inte fartyg eller uppträder i flock som flera andra stormsvalearter. För att undvika predation av måsar, trutar och labbar kommer oceanstormsvalan in till häckningskolonierna enbart nattetid och stannar till och med till havs när månljuset är starkt. Den häckar i jordhål eller i en klippskreva, vid olika tid på året beroende på häckningslokal. Den lägger endast ett ägg som ruvas i 38–42 dagar.

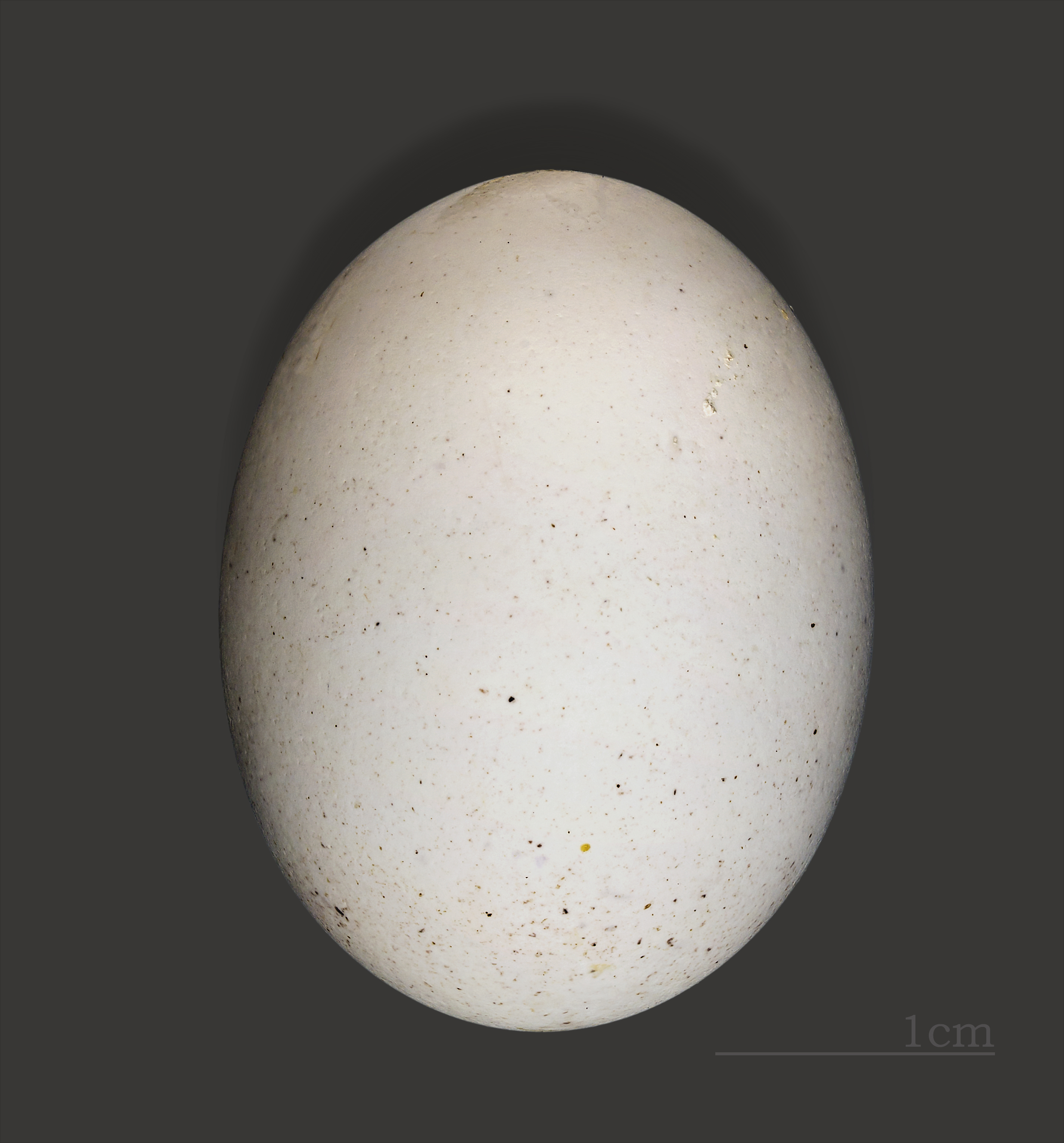
Oceanstormsvalans ägg.

Fågeln livnär sig mestadels av kräftdjursplankton, småfisk och bläckfiskar. Den födosöker genom att plocka föda från ytan.

## Status och hot
Arten har ett stort utbredningsområde men tros minska i antal till följd av exploatering och predation av dess bo och ungar från invasiva arter. Internationella naturvårdsunionen IUCN bedömer dock att populationen ändå är livskraftig (LC) eftersom den inte minskar tillräckligt snabbt för att anses vara hotad. Världspopulationen uppskattas till 150 000 individer, varav 6 600-6 900 par häckar i Europa.

## Namn
Tidigare var artens officiella svenska trivialnamn oceanlöpare. För att tydliggöra att arterna i familjen Oceanitidae och Hydrobatidae ej alls är nära släkt (faktiskt sannolikt inte ens varandras närmaste släktingar) valde Birdlife Sveriges taxonomikommitté att justera några av de svenska namnen. Familjen Oceanitidae liksom dess arter fick namnet havslöpare, medan Hydrobatidae justerades från nordstormsvalor till enbart stormsvalor. I samband med dessa namnbyten justerades oceanlöparens namn till oceanstormsvala. 